# ستارا لوبونیا
ستارا لوبونیا (به آلمانی: Altlublau) یک شهرک در اسلواکی با جمعیت ۱۶٬۳۶۳ نفر است که در Stará Ľubovňa District واقع شده‌است.

## نگارخانه

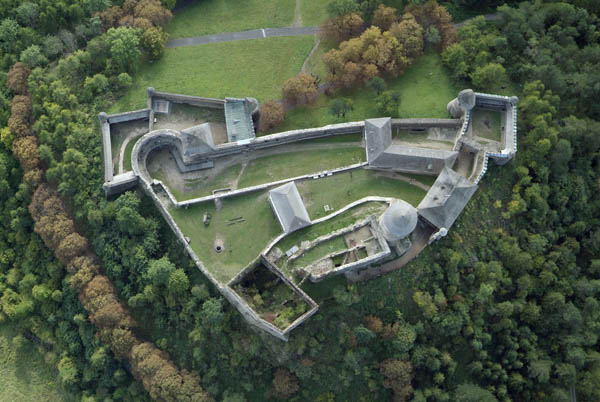
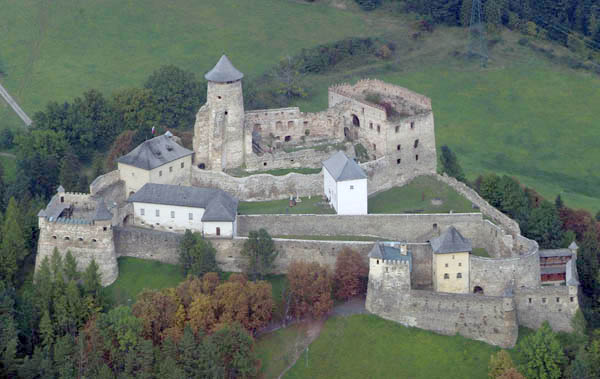
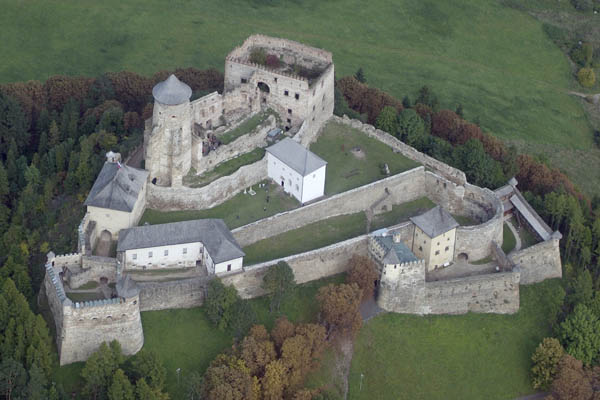
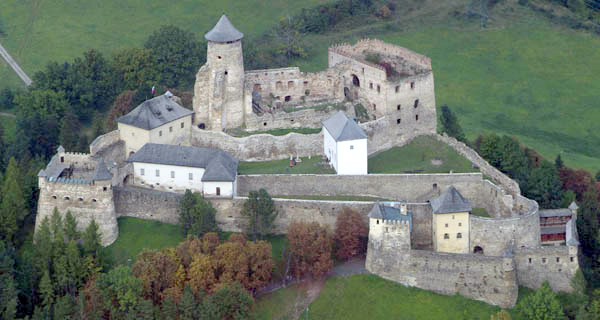